# Nona riunione degli scienziati italiani
La Nona riunione degli scienziati italiani fu un incontro dei principali studiosi provenienti dai diversi Stati della penisola italiana svoltosi a Venezia nel 1847.

## Aspetti storici
Il nono congresso degli scienziati italiani fu tenuto a Venezia e la candidatura di questa città fu probabilmente un atto di sfida nei confronti del Governo austriaco. Nel 1847 infatti la situazione politica nei territori sottomessi all'Austria era diventata incandescente. Questo fece sì che le sale delle riunioni fossero piene di spie al servizio degli austriaci.
Carlo Luciano Bonaparte, che viaggiava in divisa da soldato semplice della Guardia civica pontificia, ricevette un decreto di espulsione dopo alcuni discorsi contenenti incitamenti all'unità d'Italia.
Gli atti del congresso non furono mai pubblicati; in occasione dell'undicesima riunione del 1873 era indicato che gli atti erano «gelosamente custoditi dal sig. conte Pasini».

## Sezioni
Il presidente generale fu Andrea Giovanelli; il segretario generale fu Lodovico Pasini.

### Agronomia e tecnologia
Furono nominati presidente Andrea Cittadella Vigodarzere e vicepresidenti Agostino Sagredo e Faustino Sanseverino.
I segretari furono Giuseppe Sacchi e Gherardo Freschi.

### Chirurgia
Furono nominati presidente Giovanni Rossi e vicepresidente Giuseppe Secondi.
I segretari furono Michelangelo Asson, Pietro Ziliotto e Adolfo Benvenuti.

### Zoologia, anatomia comparata e fisiologia
Furono nominati presidente Carlo Luciano Bonaparte e vicepresidente Antonio Alessandrini.
Il segretario fu Filippo De Filippi.

### Geografia e archeologia
Furono nominati presidente Adriano Balbi e vicepresidenti Giulio Cordero di San Quintino e Francesco Miniscalchi.
I segretari furono Cesare Cantù e Francesco Ghibellini.

### Fisica, matematica e meccanica
Furono nominati presidente Luigi Magrini e vicepresidenti Serafino Rafaele Minich e Giovanni Minotto.
I segretari furono Vincenzo Gallo, Bernardo Zambra e Bernardo de Wullenstorf.

### Botanica e fisiologia vegetale
Furono nominati presidente Roberto de Visiani e vicepresidente Giuseppe Meneghini.
I segretari furono Giuseppe Clementi e Giovanni Zanardini.

### Chimica
Furono nominati presidente Gioacchino Taddei e vicepresidente Bartolomeo Bizio.
I segretari furono Francesco Selmi e Giovanni Bizio.

### Geologia e mineralogia
Furono nominati presidente Lorenzo Pareto e vicepresidente Achille De Zigno (anche segretario).

### Medicina
Furono nominati presidente Giacomo Andrea Giacomini e vicepresidenti L. Paolo Fario e Enrico Trois.
I segretari furono Francesco Freschi, Carlo Ampelio Calderini e Antonio Faes.

## Iniziative
Per le giornate del congresso furono organizzati diversi intrattenimenti.
- 12 settembre - Corsa di gondole nel Canal Grande
- 13 - Apertura solenne preceduta da messa solenne nella basilica di San Marco; alla sera rappresentazione al teatro Fenice «con grande illuminazione interna ed esterna».
- 14 - Sedute del congresso
- 15 - Tresferimento in treno a Vicenza per rappresentazione nel Teatro Olimpico dell'Edipo re musicata da Giovanni Pacini e interpretata da Gustavo Modena
- 16 e 17 - Sedute del congresso
- 18 - Ballo in casa del conte Giovanelli
- 19 - Regata
- 20 - Corsa di gondole; ballo nella "Sala Apollinea"
- 21 - Trasferimento a Padova per la festa dei fiori
- 22 - Veglione mascherato alla Fenice
- 23 - Serata con cori sul Canal Grande
- 24 - Sedute del congresso
- 25 - Tombola notturna in piazza San Marco con illuminazione a gas
- 26 e 27 - Sedute del congresso
- 28 - Gita a Pola per visita alle antichità

### Medaglia commemorativa

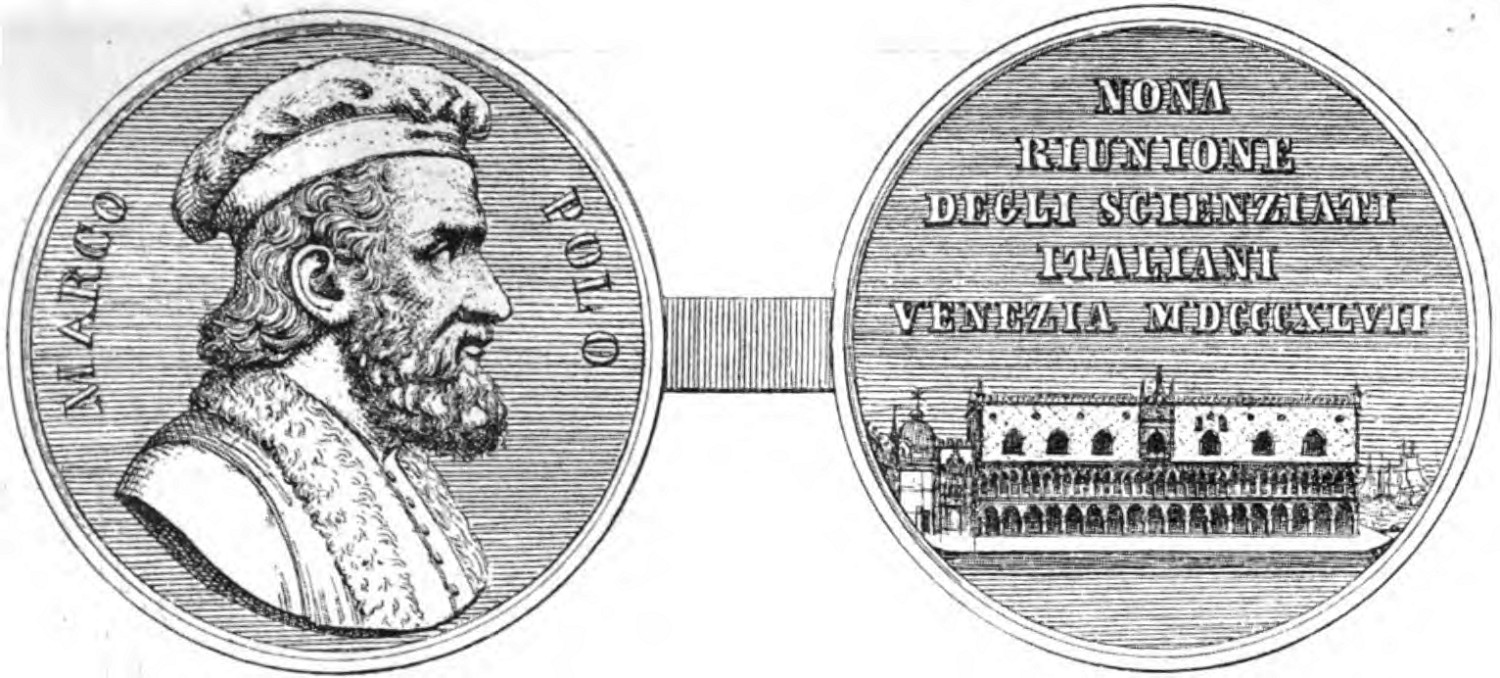
Raffigurazione della medaglia

In occasione della riunione venne distribuita ai partecipanti una medaglia commemorativa con un'immagine di Marco Polo.
- Dritto: MARCO POLO Busto a destra con berretto
Sotto: A. FABRIS D'UDINE SCOLPÌ
- Rovescio: nel campo in cinque righe NONA | RIUNIONE | DEGLI SCIENZIATI | ITALIANI | VENEZIA MDCCCXLVII
Sotto: facciata del Palazzo Ducale di Venezia.

### Guida di Venezia
Fu distribuita l'opera Venezia e le sue lagune, in due volumi.
(dalla prefazione)